# متجر نادي برشلونة
| متجر نادي برشلونة          | متجر نادي برشلونة                  |
| -------------------------- | ---------------------------------- |
|                            |                                    |
| معلومات                    |                                    |
| العنوان                    | إسبانيا برشلونة بجوار ملعب كامب نو |
| الهاتف                     | 0034-934090271                     |
| فاكس                       | 0034-934906926                     |
| الموقع الرسمي              | .(FC BOTIGA MEGASTORE)             |
| المعدل السنوي لزوار المتجر |                                    |
| مليون ونصف زائر            |                                    |

متجر نادي برشلونة، يعتبر مركز رياضي للتسوق يتبع النادي الكاتالوني، المتجر بناء ملاصق لملعب كامب نو وتبلغ مساحتة ما يزيد عن 2000 متر مربع، تم تأسيس المتجر في شهر مايو من العام 2003 يبلغ معدل الزوار السنوي للمتجر 1.5 مليون زائر، ويبلغ ما يدخلة المتجر من إيراد سنوي لخزينة النادي ما يقدر ب 30 مليون دولار.

## معلومات عامة
يتكون مبنى المتجر من طابقين أرضي وأول، يبيع المتجر منتجات شركة نايكي للتجهيزات الرياضية الشركة المزودة للنادي بالتجهيزات والعدد الرياضية، ومن هذة المنتجات التي يبيعها المتجر، الملابس الرياضية الخاصة بالنادي والأحذية والكرات، علاوة على ذلك فهناك أقسام متخصصة في المتجر لبيع المنسوجات والتحف والصور والمطبوعات وقرطاسية وما شابهة تحمل شعار النادي والحلويات، ويوجد كذلك داخل المتجر قاعة خاصة لتدريب واستعمال الأنترنت، وهو مزود بالعديد من وسائل الرفاهية يشعر الزائر من خلالها بمتعة التسوق، يبلغ عدد موظفي المتجر 25 موظف، أيام العمل في المتجر من الأثنين إلى السبت من كل أسبوع ما بين الساعة العاشرة صباحا ولغاية الساعة السابعة مساء، نتيجة النجاح الذي حققة المتجر فقد تم إنشاء فروع أخرى لة بلغ عددها 12 فرع في منطاق مختلفة في مدينة برشلونة خصوصا وأقليم كاتالونيا عموما ومن بين هذة الفروع فرع في مطار برشلونة الدولي وتخطط إدارة النادي بفتح فرعين جديدين خارج إسبانيا في مدينتي نيويورك وبكين.

## معرض الصور

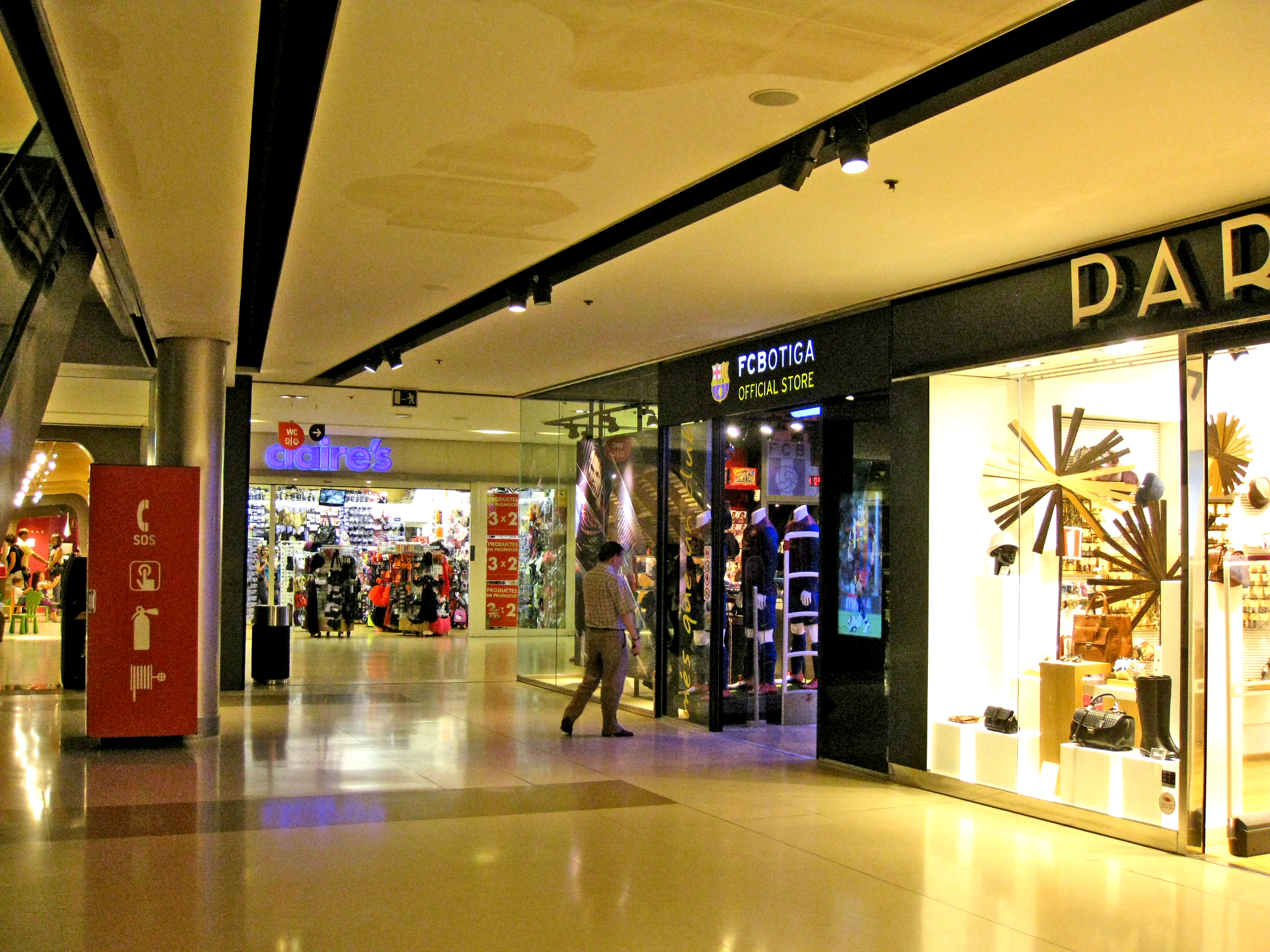
صورة من داخل المتجر
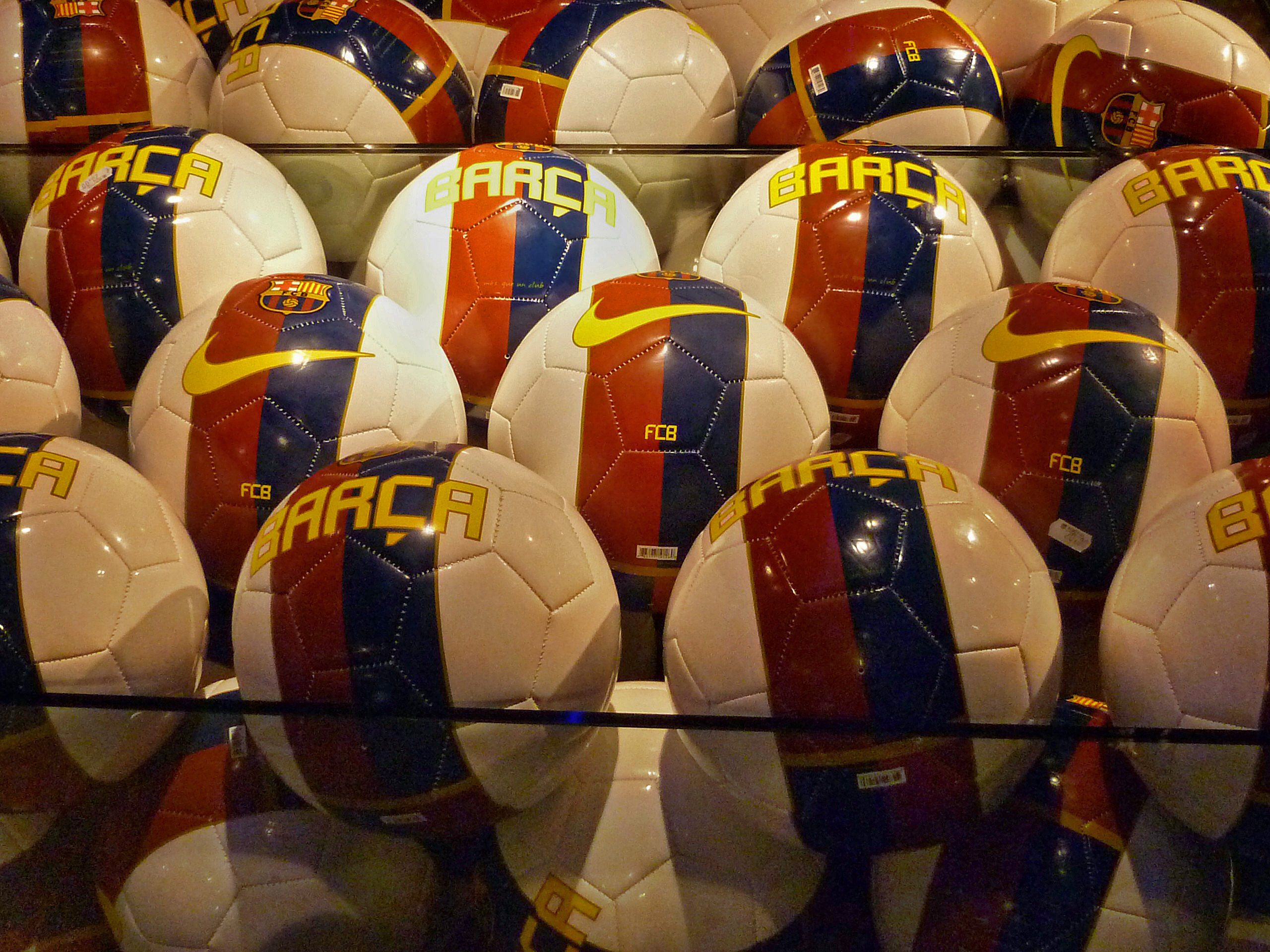
كرات تحمل شعار النادي
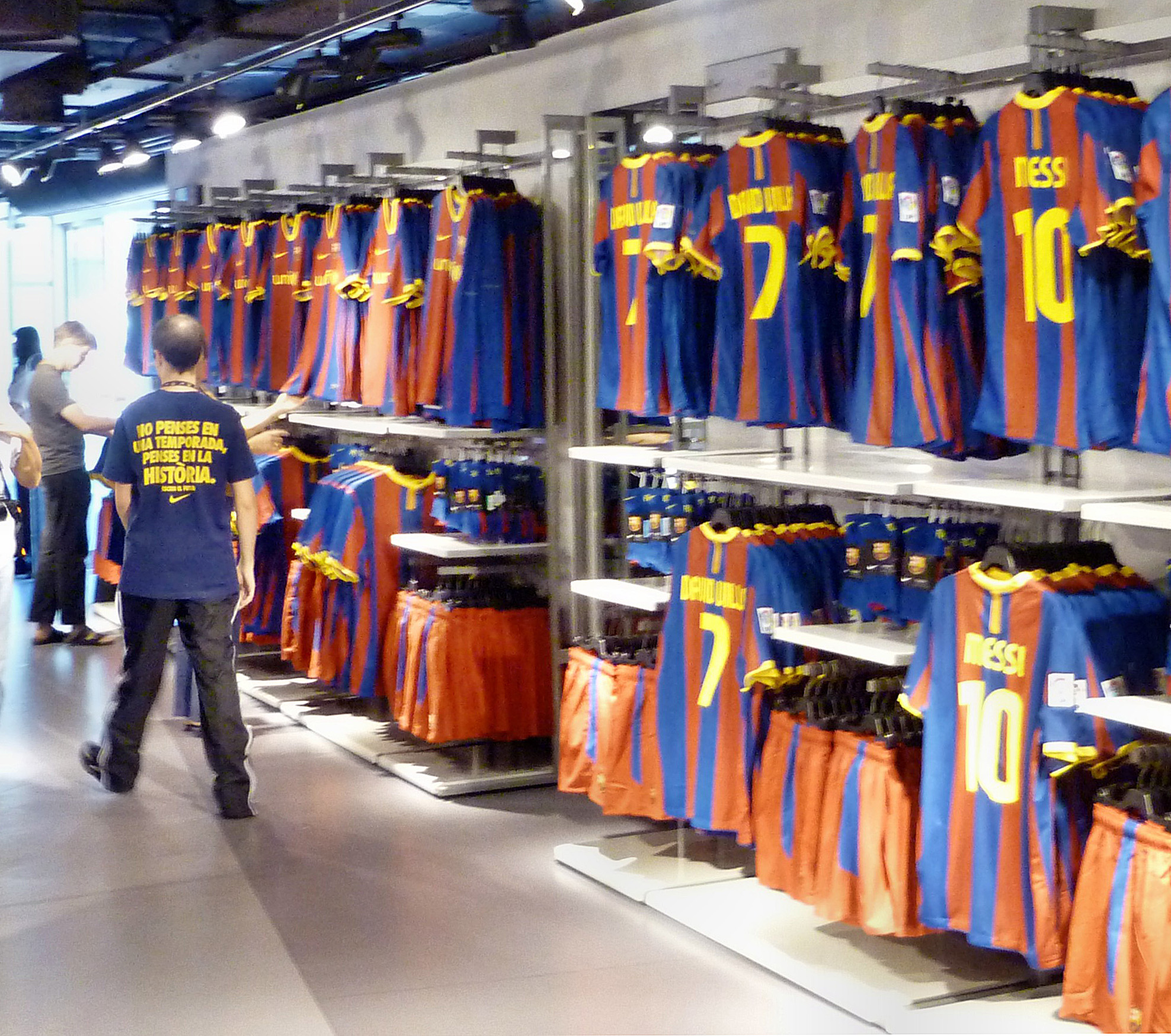
ملابس معروضة بأسماء اللاعبين
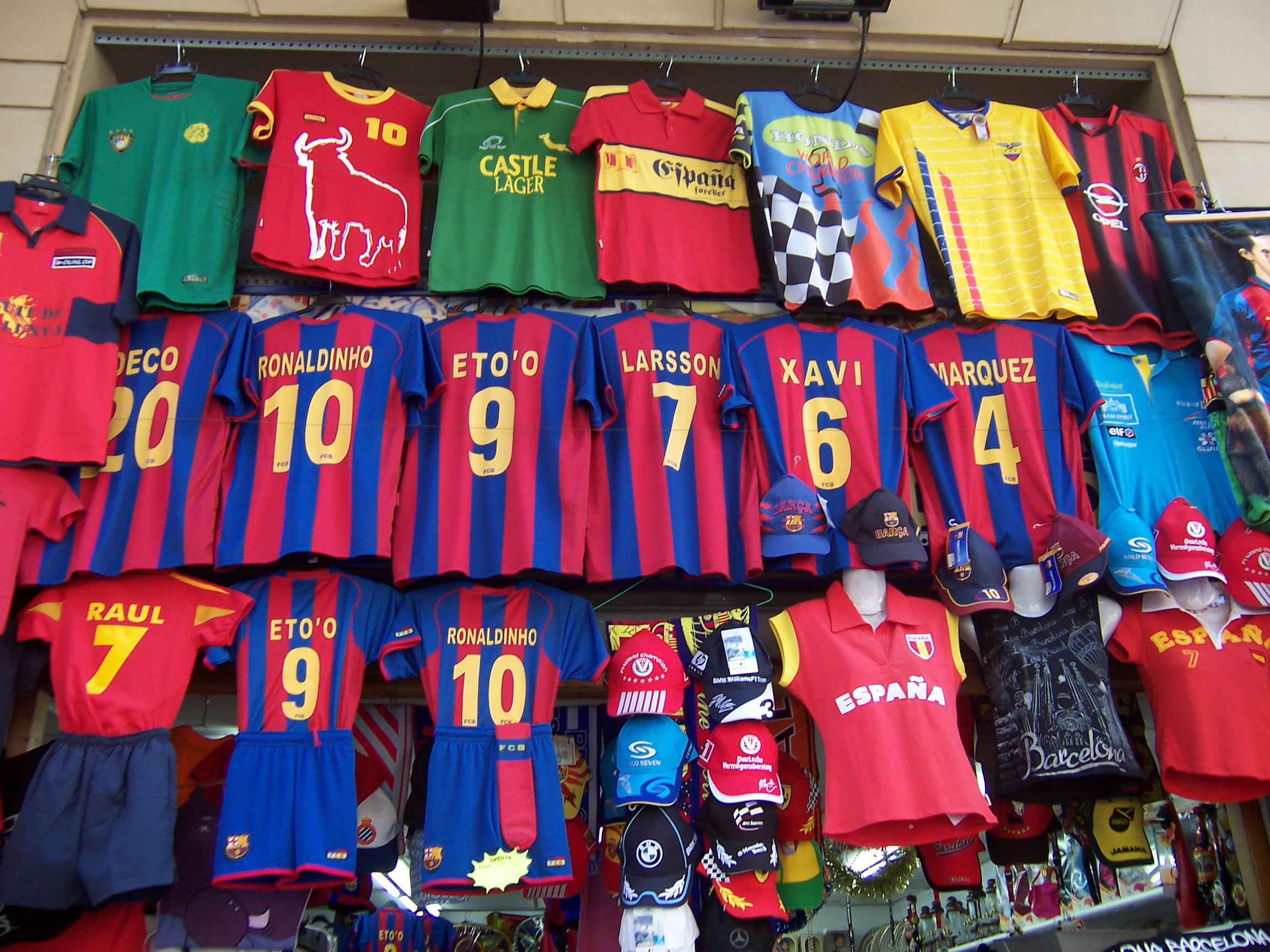
ملابس برشلونة وفرق رياضية أخرى
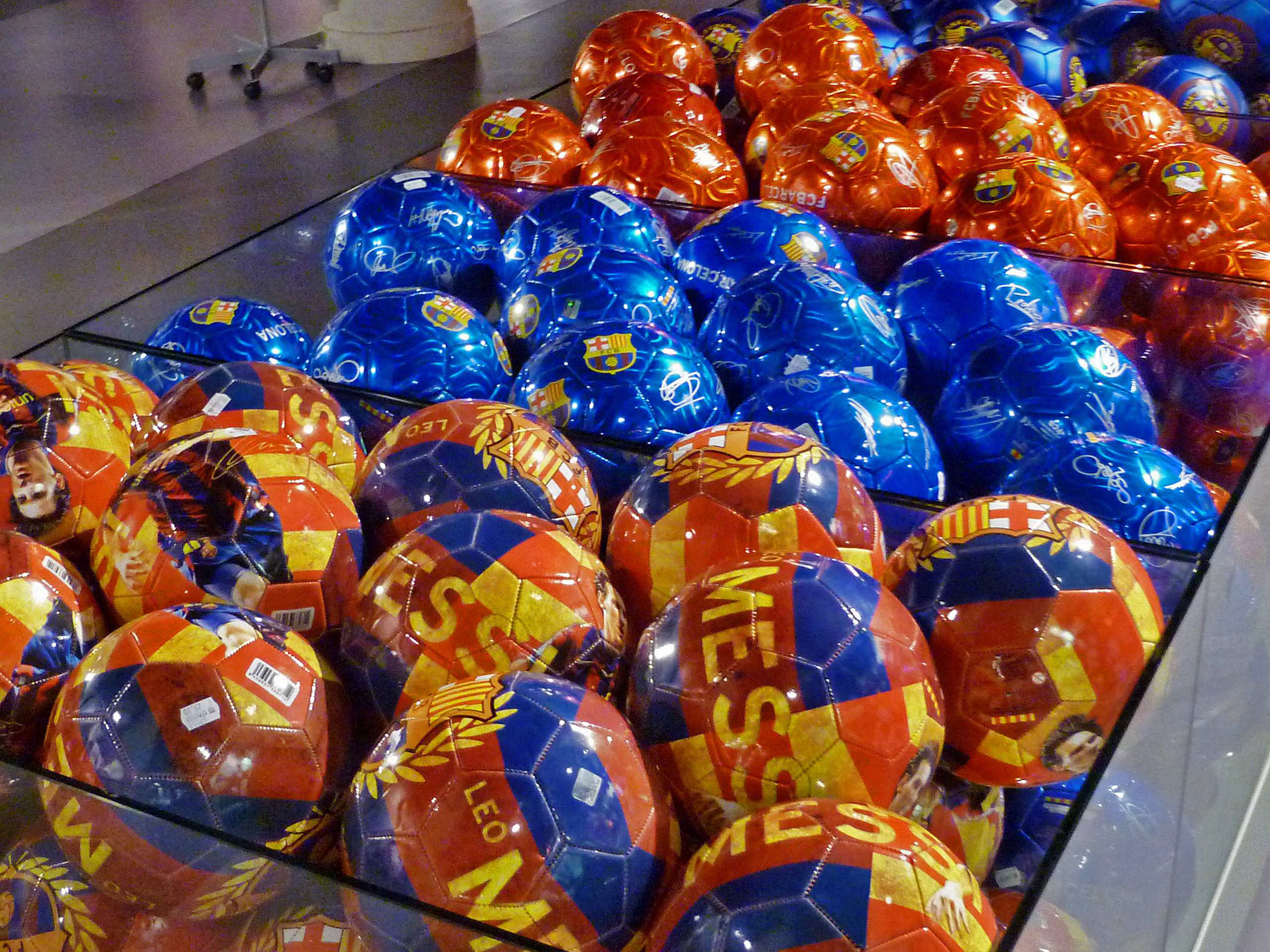
كرات متنوعة تحمل شعار النادي
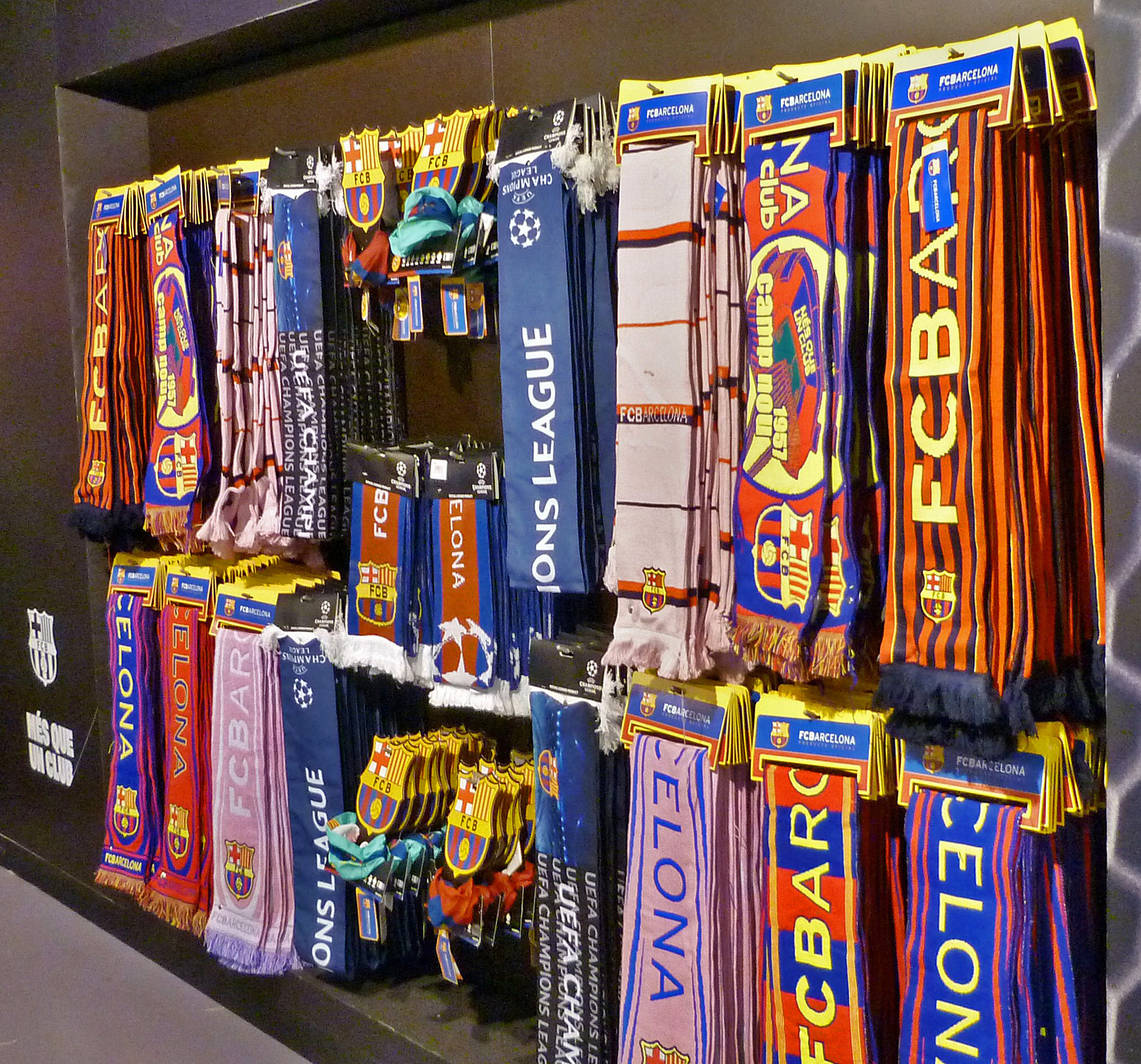
معاطف ( لفحات ) تحمل شعار النادي